# ۷۰۷ (قمری)
۷۰۷ (قمری)، هفتصد و هفتمین سال در گاهشماری هجری قمری است. اول محرم این سال برابر با یازدهم ژوئیه سال ۱۳۰۷ میلادی است.